# پیمان پخش برنامه‌های ماهواره‌ای

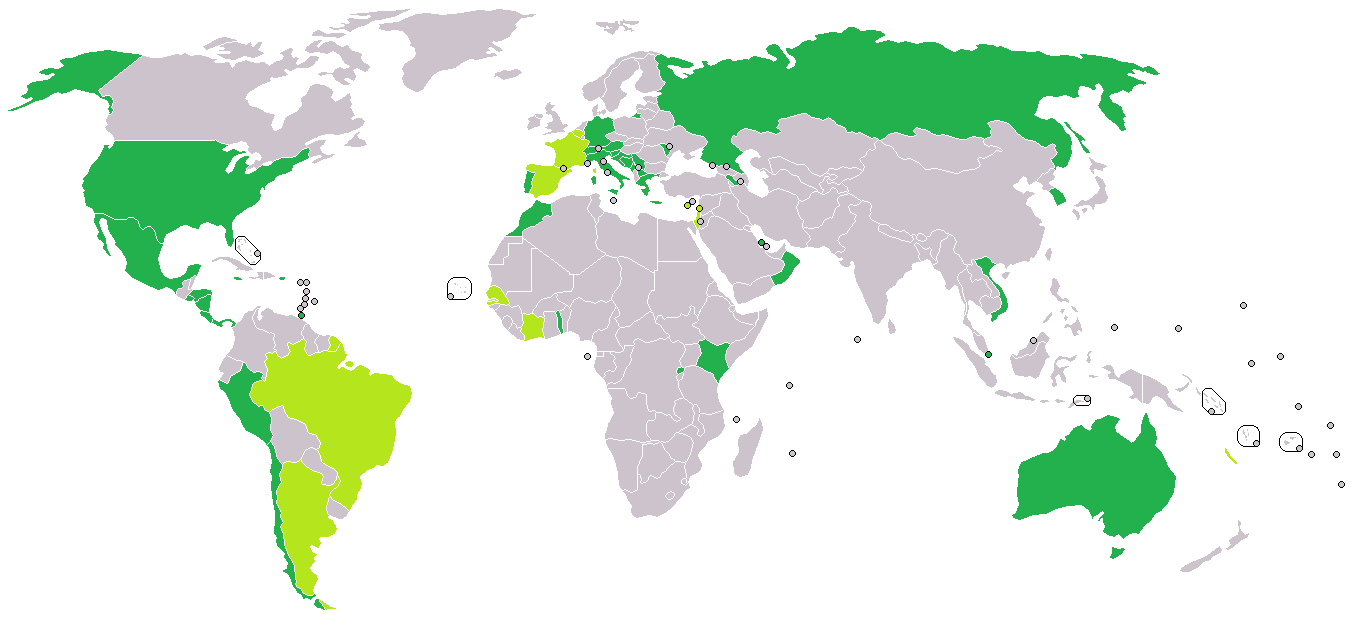
رنگ سبز: کشورهای عضو، رنگ زرد: آنرا امضا کرده ولی به تصویب نرسانده‌اند

پیمان پخش برنامه‌های ماهواره‌ای در ۲۱ می ۱۹۷۴ در بروکسل بلژیک امضا شد و در ۲۵ آگوست ۱۹۷۹ به اجرا درآمد. نظارت بر اجرای این پیمان بر عهده کمیته سازمان ملل در امور استفاده صلح‌آمیز از فضا است.

## مفاد
بر اساس این پیمان، کشورهای عضو، موظف به حذف برنامه‌های غیرقانونی ماهواره‌ای هستند که از داخل خاک آنها پخش می‌شود.

## اعضا
تا سال ۲۰۱۴، ۳۷ کشور به این پیمان پیوسته و ۱۰ کشور آنرا امضا کرده ولی به تصویب نرسانده‌اند.
| نام کشور            | تاریخ امضا   | تاریخ تصویب   | تاریخ الحاق     | تاریخ جایگزینی به جای جمهوری فدرال سوسیالیستی یوگسلاوی |
| ------------------- | ------------ | ------------- | --------------- | ------------------------------------------------------ |
| آرژانتین            | ۲۶ مارس ۱۹۷۵ |               |                 |                                                        |
| ارمنستان            |              |               | ۱۳ سپتامبر ۱۹۹۳ |                                                        |
| استرالیا            |              |               | ۲۶ ژوئیه ۱۹۹۰   |                                                        |
| اتریش               | ۲۶ مارس ۱۹۷۵ | ۶ مه ۱۹۸۲     |                 |                                                        |
| بحرین               |              |               | ۱ فوریه ۲۰۰۷    |                                                        |
| بلژیک               | ۲۱ مه ۱۹۷۴   |               |                 |                                                        |
| بوسنی و هرزگوین     |              |               |                 | ۱۲ ژانویه ۱۹۹۴                                         |
| برزیل               | ۲۱ مه ۱۹۷۴   |               |                 |                                                        |
| شیلی                |              |               | ۸ مارس ۲۰۱۱     |                                                        |
| کلمبیا              |              |               | ۲۰ دسامبر ۲۰۱۳  |                                                        |
| کاستاریکا           |              |               | ۲۵ مارس ۱۹۹۹    |                                                        |
| ساحل عاج            | ۲۱ مه ۱۹۷۴   |               |                 |                                                        |
| کرواسی              |              |               |                 | ۲۶ ژوئیه ۱۹۹۳                                          |
| قبرس                | ۲۱ مه ۱۹۷۴   |               |                 |                                                        |
| السالوادور          |              |               | ۲۲ آوریل ۲۰۰۸   |                                                        |
| فرانسه              | ۲۷ مارس ۱۹۷۵ |               |                 |                                                        |
| آلمان               | ۲۱ مه ۱۹۷۴   | ۲۵ مه ۱۹۷۹    |                 |                                                        |
| یونان               |              |               | ۲۲ ژوئیه ۱۹۹۱   |                                                        |
| هندوراس             |              |               | ۷ ژانویه ۲۰۰۸   |                                                        |
| اسرائیل             | ۲۱ مه ۱۹۷۴   |               |                 |                                                        |
| ایتالیا             | ۲۱ مه ۱۹۷۴   | ۷ آوریل ۱۹۸۱  |                 |                                                        |
| جامائیکا            |              |               | ۱۲ اکتبر ۱۹۹۹   |                                                        |
| کنیا                | ۲۱ مه ۱۹۷۴   | ۶ ژانویه ۱۹۷۶ |                 |                                                        |
| لبنان               | ۲۱ مه ۱۹۷۴   |               |                 |                                                        |
| مکزیک               | ۲۱ مه ۱۹۷۴   | ۱۸ مارس ۱۹۷۶  |                 |                                                        |
| مونته‌نگرو           |              |               |                 | ۲۳ اکتبر ۲۰۰۶                                          |
| مراکش               | ۲۱ مه ۱۹۷۴   | ۳۱ مارس ۱۹۸۳  |                 |                                                        |
| نیکاراگوئه          |              |               | ۱ دسامبر ۱۹۷۵   |                                                        |
| عمان                |              |               | ۱۸ دسامبر ۲۰۰۷  |                                                        |
| پاناما              |              |               | ۲۵ ژوئن ۱۹۸۵    |                                                        |
| پرو                 |              |               | ۷ مه ۱۹۸۵       |                                                        |
| پرتغال              |              |               | ۱۱ دسامبر ۱۹۹۵  |                                                        |
| کره جنوبی           |              |               | ۱۹ دسامبر ۲۰۱۱  |                                                        |
| مولدووا             |              |               | ۲۸ ژوئیه ۲۰۰۸   |                                                        |
| روسیه               |              |               | ۲۰ اکتبر ۱۹۸۸   |                                                        |
| رواندا              |              |               | ۲۵ آوریل ۲۰۰۱   |                                                        |
| سنگال               | ۲۱ مه ۱۹۷۴   |               |                 |                                                        |
| صربستان             |              |               |                 | ۱۲ مارس ۲۰۰۱                                           |
| سنگاپور             |              |               | ۲۷ ژانویه ۲۰۰۵  |                                                        |
| اسلوونی             |              |               |                 | ۳ نوامبر ۱۹۹۲                                          |
| اسپانیا             | ۲۱ مه ۱۹۷۴   |               |                 |                                                        |
| سوئیس               | ۲۱ مه ۱۹۷۴   | ۲۴ ژوئن ۱۹۹۳  |                 |                                                        |
| مقدونیه شمالی       |              |               |                 | ۲ سپتامبر ۱۹۹۷                                         |
| توگو                |              |               | ۱۰ مارس ۲۰۰۳    |                                                        |
| ترینیداد و توباگو   |              |               | ۱ اوت ۱۹۹۶      |                                                        |
| ایالات متحده آمریکا | ۲۱ مه ۱۹۷۴   | ۷ دسامبر ۱۹۸۴ |                 |                                                        |
| ویتنام              |              |               | ۱۲ اکتبر ۲۰۰۵   |                                                        |